# Joseph Egger
Joseph Egger, né le 22 février 1889 à Donawitz et mort le 29 août 1966 à Gablitz, est un acteur autrichien ayant joué dans des westerns.

## Biographie
Joseph Egger est né le 22 février 1889 à Donawitz dans le duché de Styrie dans l’Empire austro-hongrois.
Il devient acteur et a joué dans un peu plus de 70 films dont notamment la trilogie du dollar avec les films Pour une poignée de dollars, Et pour quelques dollars de plus, il n'a cependant pas participé à Le Bon, la Brute et le Truand, dernier de la trilogie.
Il décède le 29 août 1966 à Gablitz en Basse-Autriche à l’âge de 77 ans.

## Filmographie partielle
- 1941 : Love Is Duty Free (en)
- 1944 : Schrammeln (en)
- 1953 : A Night in Venice (en)
- 1956 : Sissi impératrice
- 1957 : Le Plus Beau Jour de ma vie (Der schönste Tag meines Lebens)
- 1962 : Deux contre tous (Due contro tutti) d'Alberto De Martino et Antonio Momplet
- 1963 : Der Musterknabe (en)
- 1964 : Pour une poignée de dollars
- 1964 : Les Chercheurs d'or de l'Arkansas
- 1965 : Les Aigles noirs de Santa Fé (Black Eagle of Santa Fe) d'Ernst Hofbauer
- 1965 : Et pour quelques dollars de plus